# Věstín
Věstín är en ort i Tjeckien.   Den ligger i regionen Vysočina, i den östra delen av landet, 150 km öster om huvudstaden Prag. Věstín ligger 534 meter över havet och antalet invånare är 185.
Terrängen runt Věstín är kuperad österut, men västerut är den platt.Runt Věstín är det ganska glesbefolkat, med 42 invånare per kvadratkilometer. Närmaste större samhälle är Nové Město na Moravě, 19,1 km väster om Věstín. I omgivningarna runt Věstín växer i huvudsak blandskog.